# Алиса Армянская
Алиса Армянская (1182 — после 1234) — сеньора Торона с 1229, претендентка на трон Киликийского царства.
Старшая дочь царя Киликии Рубена III и его жены Изабеллы, сеньоры Торона. В 1187 г. после отречения отца должна была стать царицей, но его брат Левон II отстранил её от наследования.
В начале февраля 1189 г. Левон выдал её замуж за Хетума Сасунского (до 1165 −1193), которому пожаловал княжество Месис. Этот брак не был консуммирован из-за детского возраста жены и скорой смерти мужа. Хетум Сасунский был убит в Антиохии (куда прибыл по поручению Левона II во главе вооружённого отряда) во время беспорядков. Возможно, его убийство было подстроено людьми, у которых на Алису были свои планы.
Король Генрих II Шампанский организовал её брак с Раймондом Антиохийским, сыном князя Антиохии Боэмунда III, который в то время находился в плену в Киликии. Дядя Алисы царь Левон II освободил его, и два государства помирились.
Свадьба состоялась в 1194 или 1195 году.  Раймонд Антиохийский умер в мае или июне 1198, и их с Алисой сын родился после его смерти:
- Раймонд-Рубен Антиохийский (р. в конце 1198 г., ум. в тюрьме в 1222) — князь Антиохии в 1216—1219.

В 1199 г. Боэмунд III изгнал невестку из Антиохии, и она уехала в Киликию. Однако он пообещал, что её сын унаследует Антиохию после его смерти (надеясь при этом, что он унаследует также Киликию после смерти Левона II). Однако Боэмунд III не сдержал слова, и назначил своим преемником не внука, а сына — Боэмонда IV, который и стал в 1201 году князем Антиохии.
В 1219 году умер царь Киликийской Армении Левон II, и Алиса от имени сына предъявила права на царский престол. Однако трон унаследовала дочь покойного — Изабелла.
Алиса в 1220 г. вышла замуж за Варама (убит в 1222), сеньора Корикоса, маршала Армении. Поскольку ей к тому времени уже было 38 лет, их брак остался бездетным.
В 1222 году по приказу регента Киликии Константина (сеньора Барбарона и Парцеперта, отца Хетума I), который хотел избавиться ото всех возможных претендентов на трон, муж Алисы был убит, сын — заключен в тюрьму, а сама она отправлена в изгнание.
После смерти матери, между 1192 и 1229 годами, Алиса унаследовала титул сеньоры Торона (сам город в 1219 г. был захвачен мусульманами). В 1229 г. согласно договору императора Фридриха II с мусульманскими правителями Торон был возвращён крестоносцам.
Фридрих II пожаловал Торон тевтонскому ордену, однако когда Алиса заявила о своих правах, по решению высшей курии королевского суда сеньория была возвращена ей.
Алиса умерла не ранее 1234 года. Сеньорию Торон унаследовала её внучка Мария Антиохийская.